# Die Anatomiestunde
Die Anatomiestunde (englischer Originaltitel: The Anatomy Lesson) ist ein Roman des amerikanischen Schriftstellers Philip Roth, der im Jahr 1983 beim New Yorker Verlag Farrar, Straus and Giroux veröffentlicht wurde. Nach The Ghost Writer (1979, deutsch: Der Ghost Writer) und Zuckerman Unbound (1981, deutsch: Zuckermans Befreiung) schließt der Roman die Trilogie um den jüdisch-amerikanischen Schriftsteller Nathan Zuckerman ab. Die deutsche Übersetzung von Gertrud Baruch erschien 1986 beim Carl Hanser Verlag.

## Inhalt
Ein Jahr nach seinem Skandalerfolg Carnovsky und dem Tod seines Vaters stirbt 1970 auch Nathan Zuckermans Mutter an einem Gehirntumor. Ohne Familie – auch sein jüngerer Bruder Henry hat den Kontakt abgebrochen –, nach drei gescheiterten Ehen, den Rassenunruhen in seiner Heimatstadt Newark sowie den Kontroversen, die sein freizügiger Roman unter amerikanischen Juden ausgelöst hat, fühlt sich der Schriftsteller entwurzelt und leidet unter einer Schreibblockade. Drei Jahre später wird der 40-jährige Zuckerman von chronischen Schmerzen im Nacken-, Arm- und Schulterbereich geplagt, die ihm bereits physisch die Tätigkeit des Schreibens unmöglich machen. Keine schul- oder alternativmedizinische Theraphie verschafft ihm Linderung. Psychologen unterstellen dem Schriftsteller eine unbewusste Selbstbestrafung. Nur mit starken Schmerzmitteln, Alkohol und Drogen vermag er den Schmerz zu betäuben, der dennoch zum Zentrum seines ganzen Lebens wird.
Vier Frauen, von Zuckerman ironisch als sein Harem bezeichnet, betreuen den Kranken und schlafen abwechselnd mit ihm, was eine genaue Koordination ihrer Besuchszeiten verlangt. Die junge Collegestudentin Diana fungiert als Zuckermans Teilzeitsekretärin, während Gloria die unbefriedigte Frau seines Finanzberaters ist. Eine Beziehung mit der bodenständigen Malerin Jenny scheut Zuckerman, weil er fürchtet, sie so unglücklich zu machen wie seine drei Ex-Frauen. Die polnischstämmige Jaga, Assistentin eines Trichologen, der Zuckermans Haarausfall behandelt, ist bereits unrettbar unglücklich. Ihre Lebensgeschichte entfacht kurz Zuckermans Interesse als Schriftsteller, bis dieser erkennt, dass er nicht über fremdes Leid, sondern immer nur über seine eigenen Gefühle schreiben kann. Eine Rezension des renommierten Literaturkritikers Milton Appel, der Zuckerman heftig persönlich attackiert und in die Nähe des Antisemitismus stellt, weckt den Zorn des Schriftstellers, der in dem älteren Juden eine Art Vaterfigur erkennt, gegen die er ebenso aufbegehren muss wie einst gegen seinen eigenen Vater. Tagelang ringt er mit geharnischten Antworten. Schließlich ruft er Appel an, doch nachdem er seiner aufgestauten Wut Luft gemacht hat, geht es ihm nicht besser.
Zuckerman beschließt, die Schriftstellerei aufzugeben und in Chicago, der Stadt seiner befreienden Studienzeit, ein Medizinstudium aufzunehmen. Er will nicht länger einsam mit sich und seinen Zweifeln ringen, sondern anderen Menschen helfen. Mit Medikamenten und Drogen betäubt er seinen Schmerz so weit, dass er die Reise übersteht. Gegenüber einem Fluggast und der Chauffeurin seines Leihwagens gibt er sich übermütig als Pornograph namens Milton Appel aus, berichtet freimütig von Dreharbeiten und Swingerclubs und verteidigt in flammenden Reden den Nutzen der Pornographie. Zuckermans ehemaliger Kommilitonen Bobby Freytag, inzwischen Professor für Anästhesiologie, will dem Schriftsteller sein plötzliches Interesse für Medizin nicht abnehmen. Am Folgetag kommt es auf einem Friedhof zur Auseinandersetzung des aufbegehrenden Zuckermans mit Freytag senior, einer weiteren jüdischen Vaterfigur alter Schule. Zuckerman bricht unter dem Einfluss von Drogen und Medikamenten zusammen, schlägt mit dem Kopf auf einem Grabstein auf und bricht sich den Kiefer.
Die Schmerzen von Zuckermans Behandlung im Chicagoer Krankenhaus stellen alle Qualen der vergangenen Monate weit in den Schatten. Bobby ordnet den Entzug von Zuckermans Drogen an und will seinen Freund so lange untersuchen lassen, bis die Ursache seiner chronischen Schmerzen gefunden ist. Sobald es Zuckerman besser geht, begleitet er die Assistenzärzte auf ihrer Visite. Deren sinnvolle Tätigkeit und ihre Verbundenheit mit den Patienten beeindrucken ihn. Er gibt sich der Illusion hin, seine Zukunft als Einzelgänger sei nicht vorgezeichnet.

## Interpretation

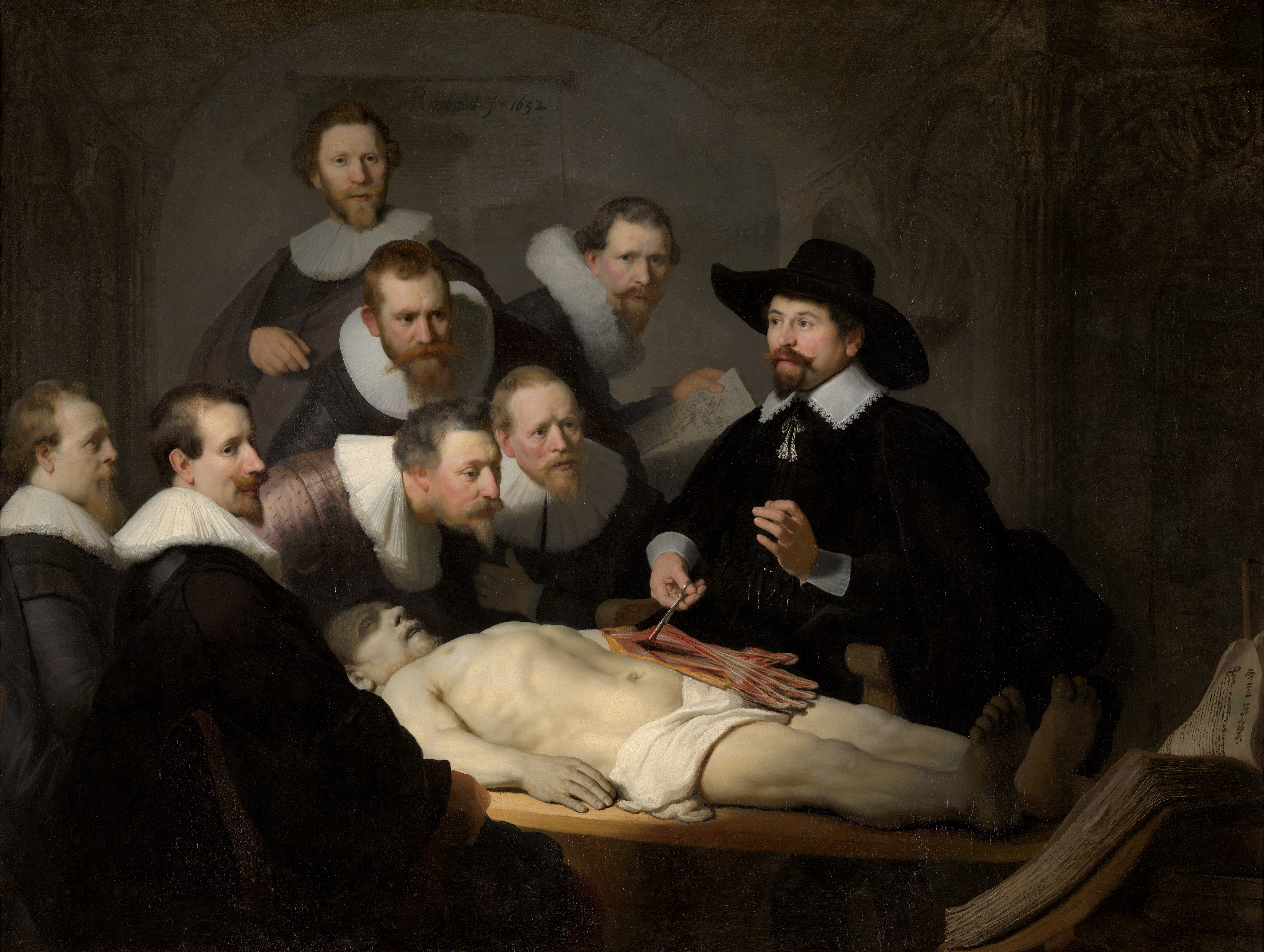
Die Anatomie des Dr. Tulp von Rembrandt

Die Anatomiestunde begleitet zum dritten Mal Philip Roths Alter Ego Nathan Zuckerman durch die Stationen einer Schriftstellerkarriere, die Roth selbst als Stadien „intensiver Transformation oder radikaler Veränderung“ beschrieb. Erstmals in Roths Werk steht dabei die Thematik von Schmerz, Krankheit und Vergänglichkeit im Mittelpunkt, die später in Sabbath’s Theater (1995), The Dying Animal (Das sterbende Tier, 2001) und Exit Ghost (2007) wieder aufgegriffen wird und auch das Grundthema des abschließenden Nemeses-Quartetts (2006–2010) bildet. Roth verarbeitete im Roman die Trauer über seine im Mai 1981 verstorbene Mutter und stellte seinem „sehr amorphen und verschwommenen Selbstbild“ eine fiktive Autobiografie gegenüber. Er begründete: „Man sehnt sich danach, sich von außen zu betrachten […] Aber je mehr man hinsieht, desto mehr sieht man sich selbst von innen.“
Zuckermans Ausgangssituation in der Anatomiestunde fasste Roth zusammen: „Von der Familie vor die Tür gesetzt, seinen Fans entfremdet und mit seinen eigenen Nervenenden im Clinch“. Laut Thomas David setzt Roth mit der Lähmung seiner Kreativität und seines Lebenswillens die „Demontage seines Protagonisten“ fort. In seiner moralischen Zerrissenheit versuche er einerseits sein Leben durch ein Medizinstudium und die selbstlose Tätigkeit als Geburtshelfer zu erneuern. Andererseits verwirkliche er in der Figur eines Verlegers von Pornomagazinen, der Amerika aus den Fesseln von bigotter Moral und Heuchelei befreien will, die von der Öffentlichkeit erzwungene Gleichsetzung mit seiner Skandalfigur Carnovsky. Eine vernichtende Wirkung auf den bereits angeschlagenen Zuckerman hat die Attacke Milton Appels in Inquiry, eine Anspielung auf eine Kritik des Literaturkritikers Irving Howe in der Dezemberausgabe 1972 von Commentary. Der Titel Anatomiestunde verweist neben Zuckermans Beschwerden auch auf Danilo Kiš’ Čas anatomije, in dem dieser die Hetzkampagne im totalitären Jugowslawien gegen seinen Roman Ein Grabmal für Boris Dawidowitsch aufarbeitete.
Der letzte Band der Zuckerman-Trilogie ist für den Sohn jüdischer Einwanderer und Amerikaner der zweiten Generation auch eine „Austreibung“ der „jüdischen Dämonen seiner Väter“. Appels Forderung, durch eine Stellungnahme für Israel vor dem Hintergrund des Jom-Kippur-Kriegs sein Gewissen zu läutern, muss Zuckerman ebenso zurückweisen, wie er viele Jahre zuvor in Der Ghost Writer gegen die väterlich aufgenötigte Loyalität gegenüber dem Judentum rebelliert hat. Während das letzte Wort seines Vaters in Zuckermans Befreiung „Bastard“ gewesen ist, steht auf einem hinterlassenen Zettel seiner Mutter, den er fortan wie ein Vermächtnis mit sich trägt, „Holocaust“. Das Wort, das überhaupt nicht zum Wortschatz seiner Mutter gehörte, bedeutet für Zuckerman eine Erfahrung jenseits seiner Vorstellungskraft. Roth erläuterte: „Ohne dieses Wort gäbe es keinen Nathan Zuckerman, keine Zuckerman-Misere“. Für die meisten intellektuellen Juden in Amerika sei der Holocaust „einfach immer anwesend, verborgen, untergetaucht, wiederauftauchend, verschwindend, unvergessen. Man macht ihn sich nicht zunutze – man wird von ihm benutzt“.

## Rezeption
The Anatomy Lesson erreichte 1983 das Finale des National Book Critics Circle Awards und des National Book Awards. John Updike outete sich als Fan von Philip Roth, sah das Buch aber dennoch als „das am wenigsten erfolgreiche im Zuckerman-Trio“, das am wenigsten versachlichte und schlüssige. Trotz der elegant geschriebenen Action und der überbordenden Fülle von Beobachtungen mangele es dem Buch an Figuren, die der Autor respektiere. Statt Charakteren biete es nur „Dämonen, die kraftvoll geschmäht, aber nicht exorziert werden.“ Harold Bloom beschrieb den Roman als „Farce, die an Fantasy angrenzt“ und in ihrem Geist und ihrer Form mehr an Nathanael West erinnere als an irgendwas, das Roth zuvor geschrieben habe. Die gesamte Zuckerman-Trilogie samt Epilog verdiene „das höchste ästhetische Lob für Tragikomödie“.
Einige Kritiker ließen beim dritten Band um Roths Alter Ego Nathan Zuckerman Überdruss erkennen. So beschwerte sich Martin Amis, dass der Autor nun bereits zwei autobiografische Romane über die Konsequenzen des Schreibens autobiografischer Romane und den Umgang mit Erfolg geschrieben habe: „Solche Fixiertheit!“ Kein Autor vor Roth habe die Selbstbetrachtung so weit getrieben. „Was kommt als nächstes? Ein Roman über diesen Roman? Eine Tetralogie über die Trilogie?“ Christopher Lehmann-Haupt nannte The Anatomy Lesson einen „reiche, befriedigend komplexen Abschluss der Zuckerman-Trilogie“, die er mit James Joyce’ Porträt des Künstlers als junger Mann und Thomas Manns Zauberberg verglich. Während bei späteren Werken der literarischen Vorbilder jedoch die Beschäftigung mit dem eigenen Ich in den Hintergrund getreten sei, bleibe es bei Roth abzuwarten, ob The Anatomy Lesson der letzte von vielen Bildungsromanen in seinem Werk bleiben werde.
Laut Maxim Biller weidet sich Roth in der Anatomiestunde „in einer Mischung aus Sadismus und Masochismus, aus Witz und Wehmut, Schärfe und Selbstironie“ am Bruderzwist zwischen dem alttestamentarisch-harten jüdischen Kritiker Milton Appel und dem freudianischen Nestbeschmutzer Nathan Zuckerman. In seinem „nicht autobiographischen, aber sehr selbstbezogenen Roman“ wolle Roth das „jüdische Panoptikum“ zeigen und sich darüber lustig machen, ohne sich vom nationalsozialistischen Völkermord an den Juden das Lachen verbieten zu lassen. Seine Qualität sei es, „daß er diesen Widerspruch ohne Larmoyanz, ohne Scheu vor komischen Übertreibungen und allerwahrsten Wahrheiten amüsant-intelligent zeigt.“

## Ausgaben
- Philip Roth: The Anatomy Lesson. Farrar, Straus and Giroux, New York 1983, ISBN 0-374-10492-1.
- Philip Roth: Die Anatomiestunde. Aus dem Amerikanischen von Gertrud Baruch. Hanser, München 1986, ISBN 3-446-14212-6.
- Philip Roth: Die Anatomiestunde. Aus dem Amerikanischen von Gertrud Baruch. Rowohlt, Reinbek 1989, ISBN 3-499-12310-X.